# Ермишково
Ермишково (укр. Єрмішкове, до 2016 г. — Дзержинское) — село, относится к Великомихайловскому району Одесской области Украины.
Население по переписи 2001 года составляло 74 человека. Почтовый индекс — 67144. Телефонный код — 8-04859. Занимает площадь 0,49 км². Код КОАТУУ — 5121687030.

## Местный совет
67143, Одесская обл., Великомихайловский р-н, с. Юрковка